# Galileo (film, 1968)
Pour les articles homonymes, voir Galileo.
Pour plus de détails, voir Fiche technique et Distribution.
Galileo est un film de procès italien réalisé par Liliana Cavani et sorti en 1968 sur la vie de Galilée.
Elle y reprend les thèmes de son premier long métrage sur François d'Assise dans un contexte historique et idéologique différent.

## Synopsis

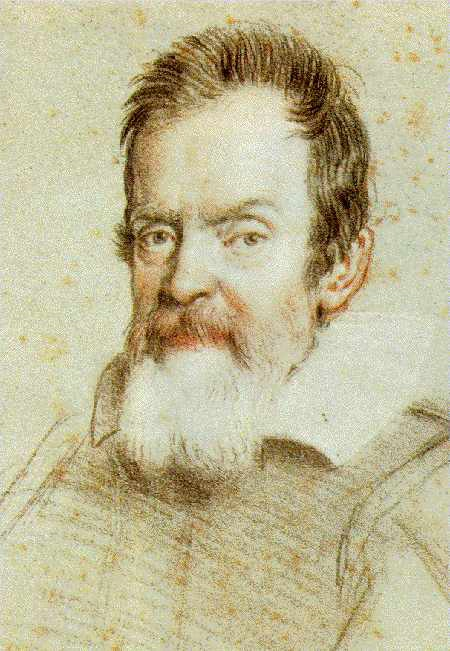
Portrait au crayon de Galilée réalisé par Ottavio Leoni

Le film se déroule à l'époque où Galilée est professeur à l'Université de Padoue, mais il ne croit plus aux anciennes théories qu'il enseigne. L'utilisation du télescope lui confirme sa nouvelle façon de voir l'univers, qui va à l'encontre des dogmes de l'église de l'époque.

## Fiche technique
- Titre canadien : Galilée
- Réalisation : Liliana Cavani
- Scénario : Liliana Cavani, Tullio Pinelli
- Photographie : Alfio Contini
- Musique : Ennio Morricone
- Montage : Nino Baragli, Ana Manolova-Pipeva
- Durée : 105 minutes
- Dates de sortie: 
  - Italie : 7 septembre 1968

## Distribution
- Cyril Cusack : Galilée
- Georgi Kaloyanchev : Giordano Bruno
- Nikolay Doychev : Belarmin
- Miroslav Mindov : Cardinal Bordzhiya
- Paolo Graziosi
- Lou Castel
- Jean Rougeul